# Senna clavigera
Senna clavigera là một loài thực vật có hoa trong họ Đậu. Loài này được (Domin) Randell miêu tả khoa học đầu tiên.